# L'Enfant (nouvelle, 1882)
Pour les articles homonymes, voir L'Enfant.
Ne doit pas être confondu avec L'Enfant (nouvelle, 1883).
L'Enfant est une nouvelle réaliste de Guy de Maupassant, parue en 1882 dans la revue Le Gaulois.

## Historique
L’Enfant est initialement publiée dans la revue Le Gaulois du 24 juillet 1882, puis dans le recueil Clair de lune.  
La pièce de théâtre Musotte a été tirée de cette nouvelle.
L'auteur fera paraître en 1883 une nouvelle portant le même titre.

## Résumé
Jacques Bourdillère, un célibataire endurci, est tombé sous le charme d’une jeune fille (de son pied plus précisément) en la voyant sortir de l’eau, à la plage. Il tombe amoureux et la demande en mariage. Mais les parents ne sont pas immédiatement d’accord à cause de sa réputation de bon viveur et de sa maîtresse.
Il rompt avec elle qui, désespérée, lui écrit beaucoup de lettres, des lettres qu’il ne lit pas et n’ouvre pas. Il se fait une vie rangée, et le printemps suivant sa demande est acceptée.
Le soir du mariage, il reçoit un courrier très urgent. Un docteur lui écrit qu’une femme, Mme Ravet (son ancienne maîtresse), vient d’accoucher d’un enfant qui est le sien, et que la mère va mourir : elle lui demande un dernier service.
Quand il arrive, elle est en train de mourir, tuée par une hémorragie que la glace dont on l'a entourée ne parvient pas à stopper. Elle lui jure que son enfant est le sien et meurt quelques heures plus tard, apaisée par la promesse qu’il lui a faite de s’occuper de l’enfant.
Quand il rentre à cinq heures du matin, l’air inquiet, il avoue tout à sa femme qui lui répond : « Eh bien, nous élèverons ce petit ensemble ».

## Édition française
- L’Enfant, dans Maupassant, Contes et Nouvelles, texte établi et annoté par Louis Forestier, éditions Gallimard, Bibliothèque de la Pléiade, 1974  (ISBN 978-2-07-010805-3).

## Adaptations
- 1986 : L'Enfant[2], épisode 1 de la série télévisée française L'ami Maupassant, réalisé par Claude Santelli